# Leptopodoidea
Leptopodoidea è una superfamiglia di Insetti dell'Ordine dei Rincoti (Sottordine Heteroptera).

## Sistematica
La superfamiglia si suddivide in due famiglie, Leptopodidae e Omaniidae. La prima, più rappresentativa, è cosmopolita e comprende 37 specie, la seconda comprende invece 5 specie presenti in Asia e Oceania. Altre fonti includono in questa superfamiglia anche i Saldidi.